# Rozina Pátkai
Rozina Pátkai (*1. listopadu 1978) je maďarská jazzová zpěvačka italského původu. V roce 2013 vydala své debutové album Vocé e Eu. Je frontmankou formace Rozina Pátkai Bossa nova Trio.

## Kapela
Rozina Pátkai je frontmankou kapely Rozina Pátkai Bossa nova Trio. Dalšími členy jsou:
- Balázs Pecze – trumpeta, křídlovka
- Mátyás Tóth – kytara
- Márton Soós – kontrabas

## Alba
- 2011 Bossa Novas Rozina Pátkai - Mátyás Tóth duo
- 2013 Vocé e Eu
- 2015 Samba Chuva EP
- 2016 Paraíso na Terra
- 2018 Taladim

## Ocenění
- 2014 – Independent Music Award za nejlepší píseň – jazz s vokálním doprovodem[2]